# Olympische Sommerspiele 1924/Ringen
Bei den VIII. Olympischen Sommerspielen 1924 in Paris fanden 13 Wettbewerbe im Ringen statt, davon sieben im Freistil und sechs im griechisch-römischen Stil. Austragungsort war das Vélodrome d’Hiver im 15. Arrondissement.

## Bilanz

### Medaillenspiegel
| Platz | Land               | Gold | Silber | Bronze | Gesamt |
| ----- | ------------------ | ---- | ------ | ------ | ------ |
| 1     | Finnland           | 4    | 7      | 5      | 16     |
| 2     | Vereinigte Staaten | 4    | 1      | 1      | 6      |
| 3     | Schweiz            | 2    | 1      | 2      | 5      |
| 4     | Schweden           | 1    | 2      | 1      | 4      |
| 5     | Estland            | 1    | –      | 1      | 2      |
| 6     | Frankreich         | 1    | –      | –      | 1      |
| 7     | Ungarn             | –    | 1      | 1      | 2      |
| 8     | Belgien            | –    | 1      | –      | 1      |
| 9     | Großbritannien     | –    | –      | 1      | 1      |
| 9     | Japan              | –    | –      | 1      | 1      |

### Medaillengewinner
| Konkurrenz        | Gold               | Silber             | Bronze           |
| ----------------- | ------------------ | ------------------ | ---------------- |
| Bantamgewicht     | Kustaa Pihlajamäki | Kaarlo Mäkinen     | Bryan Hines      |
| Federgewicht      | Robin Reed         | Chester Newton     | Naitō Katsutoshi |
| Leichtgewicht     | Russell Vis        | Volmar Wikström    | Arvo Haavisto    |
| Weltergewicht     | Hermann Gehri      | Eino Aukusti Leino | Otto Müller      |
| Mittelgewicht     | Fritz Hagmann      | Pierre Ollivier    | Vilho Pekkala    |
| Halbschwergewicht | John Spellman      | Rudolf Svensson    | Charles Courant  |
| Schwergewicht     | Harry Steel        | Henri Wernli       | Archie MacDonald |

| Konkurrenz        | Gold              | Silber              | Bronze           |
| ----------------- | ----------------- | ------------------- | ---------------- |
| Bantamgewicht     | Eduard Pütsep     | Anselm Ahlfors      | Väinö Ikonen     |
| Federgewicht      | Kalle Anttila     | Aleksanteri Toivola | Erik Malmberg    |
| Leichtgewicht     | Oskar Friman      | Lajos Keresztes     | Kalle Westerlund |
| Mittelgewicht     | Edvard Vesterlund | Arthur Lindfors     | Roman Steinberg  |
| Halbschwergewicht | Carl Westergren   | Rudolf Svensson     | Onni Pellinen    |
| Schwergewicht     | Henri Deglane     | Edil Rosenqvist     | Raymund Badó     |

## Ergebnisse Freistil

### Bantamgewicht (bis 56 kg)
| Platz | Land | Sportler           |
| ----- | ---- | ------------------ |
| 1     | FIN  | Kustaa Pihlajamäki |
| 2     | FIN  | Kaarlo Mäkinen     |
| 3     | USA  | Bryan Hines        |
| 4     | SWE  | Axel Larsson       |
| 5     | FRA  | Jules Bouquet      |
| 5     | BEL  | Jacques Dillen     |
| 5     | GBR  | Harry Darby        |
| 5     | GBR  | Harold Sansum      |

Datum: 11. bis 14. Juli 1924 

12 Teilnehmer aus 8 Ländern

### Federgewicht (bis 61 kg)
| Platz | Land | Sportler          |
| ----- | ---- | ----------------- |
| 1     | USA  | Robin Reed        |
| 2     | USA  | Chester Newton    |
| 3     | JPN  | Naitō Katsutoshi  |
| 4     | CAN  | Clifford Chilcott |
| 4     | FIN  | Edvard Huupponen  |
| 6     | AUS  | Claude Angelo     |
| 6     | FRA  | Charles Delmas    |
| 6     | DEN  | Aage Torgensen    |

Datum: 11. bis 14. Juli 1924 

17 Teilnehmer aus 12 Ländern

### Leichtgewicht (bis 66 kg)
| Platz | Land | Sportler         |
| ----- | ---- | ---------------- |
| 1     | USA  | Russell Vis      |
| 2     | FIN  | Volmar Wikström  |
| 3     | FIN  | Arvo Haavisto    |
| 4     | GBR  | George Gardiner  |
| 5     | SUI  | Édouard Belet    |
| 5     | FRA  | Étienne Jourdain |
| 5     | FRA  | Émile Pouvroux   |
| 5     | EST  | Alfred Praks     |

Datum: 11. bis 14. Juli 1924 

16 Teilnehmer aus 10 Ländern

### Weltergewicht (bis 72 kg)
| Platz | Land | Sportler           |
| ----- | ---- | ------------------ |
| 1     | SUI  | Hermann Gehri      |
| 2     | FIN  | Eino Aukusti Leino |
| 3     | SUI  | Otto Müller        |
| 4     | USA  | William Johnson    |
| 5     | GBR  | James Davis        |
| 5     | CAN  | Donald Stockton    |
| 7     | BEL  | Frits Janssens     |
| 7     | USA  | Guy Lookabough     |
| 7     | BEL  | Hyacinthe Roosen   |

Datum: 11. bis 14. Juli 1924 

16 Teilnehmer aus 10 Ländern

### Mittelgewicht (bis 79 kg)
| Platz | Land | Sportler            |
| ----- | ---- | ------------------- |
| 1     | SUI  | Fritz Hagmann       |
| 2     | BEL  | Pierre Ollivier     |
| 3     | FIN  | Vilho Pekkala       |
| 4     | FIN  | Johan Penttilä      |
| 5     | ITA  | Enrico Bonassin     |
| 5     | SUI  | Ernst Tognetti      |
| 7     | GBR  | Noel Rhys           |
| 8     | DEN  | John Christoffersen |

Datum: 11. bis 14. Juli 1924 

14 Teilnehmer aus 9 Ländern

### Halbschwergewicht (bis 87 kg)
| Platz | Land | Sportler         |
| ----- | ---- | ---------------- |
| 1     | USA  | John Spellman    |
| 2     | SWE  | Rudolf Svensson  |
| 3     | SUI  | Charles Courant  |
| 4     | BEL  | Joseph Hutmacker |
| 4     | FIN  | Iisak Mylläri    |
| 6     | SWE  | Carl Westergren  |
| 6     | GBR  | Walter Wilson    |
| 8     | CAN  | George Rumpel    |

Datum: 11. bis 14. Juli 1924 

15 Teilnehmer aus 10 Ländern

### Schwergewicht (über 87 kg)
| Platz | Land | Sportler         |
| ----- | ---- | ---------------- |
| 1     | USA  | Harry Steel      |
| 2     | SUI  | Henri Wernli     |
| 3     | GBR  | Archie MacDonald |
| 4     | FRA  | Edmond Dame      |
| 4     | SWE  | Ernst Nilsson    |
| 4     | SWE  | Johan Richthoff  |
| 7     | GBR  | Walter Wilson    |

Datum: 11. bis 14. Juli 1924 

11 Teilnehmer aus 16 Ländern

## Ergebnisse griechisch-römischer Stil

### Bantamgewicht (bis 58 kg)
| Platz | Land | Sportler         |
| ----- | ---- | ---------------- |
| 1     | EST  | Eduard Pütsep    |
| 2     | FIN  | Anselm Ahlfors   |
| 3     | FIN  | Väinö Ikonen     |
| 4     | SWE  | Sigfrid Hansson  |
| 5     | AUT  | Adolf Herschmann |
| 5     | HUN  | Armand Magyar    |
| 5     | NOR  | Ragnvald Olsen   |
| 5     | HUN  | József Tasnádi   |

Datum: 6. bis 10. Juli 1924 

25 Teilnehmer aus 15 Ländern

### Federgewicht (bis 62 kg)
| Platz | Land | Sportler            |
| ----- | ---- | ------------------- |
| 1     | FIN  | Kalle Anttila       |
| 2     | FIN  | Aleksanteri Toivola |
| 3     | SWE  | Erik Malmberg       |
| 4     | NOR  | Arthur Nord         |
| 5     | SWE  | Fritjof Svensson    |
| 6     | FRA  | Maurice Capron      |
| 6     | HUN  | Ödön Radvány        |

Datum: 6. bis 10. Juli 1924 

27 Teilnehmer aus 15 Ländern

### Leichtgewicht (bis 67,5 kg)
| Platz | Land | Sportler             |
| ----- | ---- | -------------------- |
| 1     | FIN  | Oskar Friman         |
| 2     | HUN  | Lajos Keresztes      |
| 3     | FIN  | Kalle Westerlund     |
| 4     | EST  | Albert Kusnets       |
| 5     | DEN  | Frants Frisenfeldt   |
| 5     | NOR  | Arne Gaupset         |
| 5     | TCH  | František Kratochvíl |
| 5     | HUN  | Mihály Matura        |

Datum: 6. bis 10. Juli 1924 

28 Teilnehmer aus 18 Ländern

### Mittelgewicht (bis 75 kg)
| Platz | Land | Sportler               |
| ----- | ---- | ---------------------- |
| 1     | FIN  | Edvard Vesterlund      |
| 2     | FIN  | Arthur Lindfors        |
| 3     | EST  | Roman Steinberg        |
| 4     | ITA  | Giuseppe Gorletti      |
| 5     | AUT  | Viktor Fischer         |
| 5     | YUG  | Nikola Grbić           |
| 7     | DEN  | John Christoffersen    |
| 7     | POL  | Wacław Okulicz-Kozaryn |

Datum: 6. bis 10. Juli 1924 

27 Teilnehmer aus 19 Ländern

### Halbschwergewicht (bis 82,5 kg)
| Platz | Land | Sportler         |
| ----- | ---- | ---------------- |
| 1     | SWE  | Carl Westergren  |
| 2     | SWE  | Rudolf Svensson  |
| 3     | FIN  | Onni Pellinen    |
| 4     | EGY  | Ibrahim Moustafa |
| 5     | FIN  | Emil Wecksten    |
| 6     | EST  | Rudolf Loo       |
| 6     | NED  | Antonie Misset   |
| 6     | HUN  | Béla Varga       |

Datum: 6. bis 10. Juli 1924 

22 Teilnehmer aus 15 Ländern

### Schwergewicht (über 82,5 kg)
| Platz | Land | Sportler        |
| ----- | ---- | --------------- |
| 1     | FRA  | Henri Deglane   |
| 2     | FIN  | Edil Rosenqvist |
| 3     | HUN  | Raymund Badó    |
| 4     | DEN  | Emil Larsen     |
| 5     | FRA  | Edmond Dame     |
| 5     | SWE  | Ernst Nilsson   |
| 5     | LAT  | Jānis Polis     |
| 5     | BEL  | Lucien Pothier  |

Datum: 6. bis 10. Juli 1924 

17 Teilnehmer aus 10 Ländern